# Centropogon alens
Centropogon alens är en klockväxtart som beskrevs av Franz Elfried Wimmer. Centropogon alens ingår i släktet Centropogon och familjen klockväxter. Inga underarter finns listade i Catalogue of Life.